# 이노우에 마사히로
이노우에 마사히로(井上 正大, 1989년 3월 20일~)는 일본의 배우이다. 소속사는 박스 코퍼레이션이다.

## 출연

### 드라마
- 《가면라이더 디케이드》 2009년 (카도야 츠카사/디케이드역)
- 《사무라이전대 신켄저》 (2009년)
- 《텍스맨》 (2010년)
- 《프로골퍼 하나》(2010년)
- 《조커: 용서받지 못할 수사관》(2010년)
- 《프리터 집을 사다》 (2010년) 테시마 신지 역
- 《반초: 시즌 4》 (2011년)
- 《IS: 남자도 여자도 아닌 성》 (2011년) 이부키 켄지 역
- 《천공의 알》(2012) 사카기 츠카사역